# Klösterle
Klösterle ist eine Gemeinde mit 667 Einwohnern (Stand 1. Jänner 2025) im österreichischen Bundesland Vorarlberg. Das gleichnamige Dorf ist der Hauptort des Klostertals und liegt im Bezirk Bludenz.

## Geografie
Das Gemeindegebiet umfasst das obere Klostertal, das von der Alfenz mit ihren Nebenbächen entwässert wird. Die Alfenz entsteht aus der Vereinigung von Rauzbach und Stubenbach am Arlberg. Im Norden sind die wichtigsten Nebenbäche der Innere und Äußere Passurtobelbach, der Großtobelbach und der Wäldletobelbach. Im Süden sind dies eine Reihe kleiner Bäche im Osten und der Albonabach und der Nenzigastbach, deren größere Täler weit nach Süden reichen. Der Ort Klösterle liegt nahe der tiefsten Stelle der Gemeinde auf 1073 Meter über dem Meer. Im Norden bilden die Gipfel der Kalkalpen die Gemeindegrenze. Die höchsten sind Rohnspitze (2495 m), Wasenspitze (2665) und Trittkopf (2720 m). Im Osten begrenzt der Arlbergpass die Gemeinde mit der Alpe Rauz. Die Grenze im Süden bildet ein Bogen der kristallinen Verwallgruppe mit den Gipfeln Östlicher Maroikopf (2529 m), Krachelspitze (2686 m), Pflunspitzen (2912 m), Östliche Eisentalerspitze (2753 m) und Nenzigastkopf (2515 m).
Die Gemeinde hat eine Fläche von 62 Quadratkilometer. Davon sind drei Prozent landwirtschaftliche Nutzfläche, 29 Prozent sind bewaldet, ebenso viele sind Almen und 38 Prozent sind alpines Gelände.

### Gemeindegliederung
Das Gemeindegebiet umfasst folgende zwei Ortschaften (in Klammern Einwohnerzahl Stand 1. Jänner 2025):
- Klösterle (568)
- Stuben (99)

Die Gemeinde besteht aus der Katastralgemeinde Klösterle.
Ortsteile sind Klösterle (415 Einwohner), Langen (69 Einwohner), Stuben (88 Einwohner) und Danöfen (118 Einwohner, Stand 2009).

### Nachbargemeinden
Klösterle grenzt an fünf andere Gemeinden, von denen drei in Vorarlberg und zwei im benachbarten Bundesland Tirol liegen. Von Norden im Uhrzeigersinn liegen um Klösterle die Gemeinden Lech am Arlberg, Kaisers im Tiroler Bezirk Reutte, St. Anton am Arlberg im Tiroler Bezirk Landeck, das im Montafon gelegene Silbertal, sowie Dalaas, das ebenso wie Klösterle im Klostertal liegt. Die Gemeindegebiete von Klösterle, Lech, Kaisers und St. Anton am Arlberg treffen sich an der Spitze der Valluga auf 2809 m ü. A., wobei Klösterle nur in diesem einen Punkt an Kaisers angrenzt.
In die Nachbargemeinden Lech, St. Anton und Dalaas bestehen gut ausgebaute Verkehrsverbindungen (nach Lech über den Flexenpass oder nach St. Anton über den Arlbergpass bzw. durch den Arlberg-Straßentunnel). Zur Gemeinde Silbertal existiert keine direkte Straßenanbindung, da diese auf der anderen Seite des Verwalls im Montafon liegt.
| Dalaas    | Lech                                        | Kaisers (RE)              |
|           | Kompassrose, die auf Nachbargemeinden zeigt |                           |
| Silbertal |                                             | St. Anton am Arlberg (LA) |

## Geschichte
Klösterle entstand vermutlich zur Zeit des Silberbergbaus im Montafon im 9. Jahrhundert. Die ersten Ansiedlungen dürften im heutigen Dörfle entstanden sein. Ab dem 10. Jahrhundert lässt sich eine der Jungfrau Maria geweihte Kapelle nachweisen. Daraus entstand der Siedlungsname Santa Maria und der Name Mariental. Schriftliche Aufzeichnungen stammen aus dem frühen 13. Jahrhundert.
Die Habsburger regierten die Orte in Vorarlberg wechselnd von Tirol und Vorderösterreich (Freiburg im Breisgau) aus. Von 1805 bis 1814 gehörte der Ort zu Bayern, dann wieder zu Österreich. Zum österreichischen Bundesland Vorarlberg gehört Klösterle seit der Gründung 1861.
Das Gebiet erlebte einen wirtschaftlichen Aufschwung als von 1880 bis 1884 die Arlbergbahn gebaut wurde. Bis zu 6000 Arbeiter waren dabei beschäftigt, viele kamen aus dem italienischen Trentin. Am Anfang des 20. Jahrhunderts der Schilauf erfunden wurde, war Klösterle ein Vorreiter beim Bau von Aufstiegshilfen und wurde so ein frühes Zentrum des Fremdenverkehrs.
Der Ort war 1945 bis 1955 Teil der französischen Besatzungszone in Österreich.

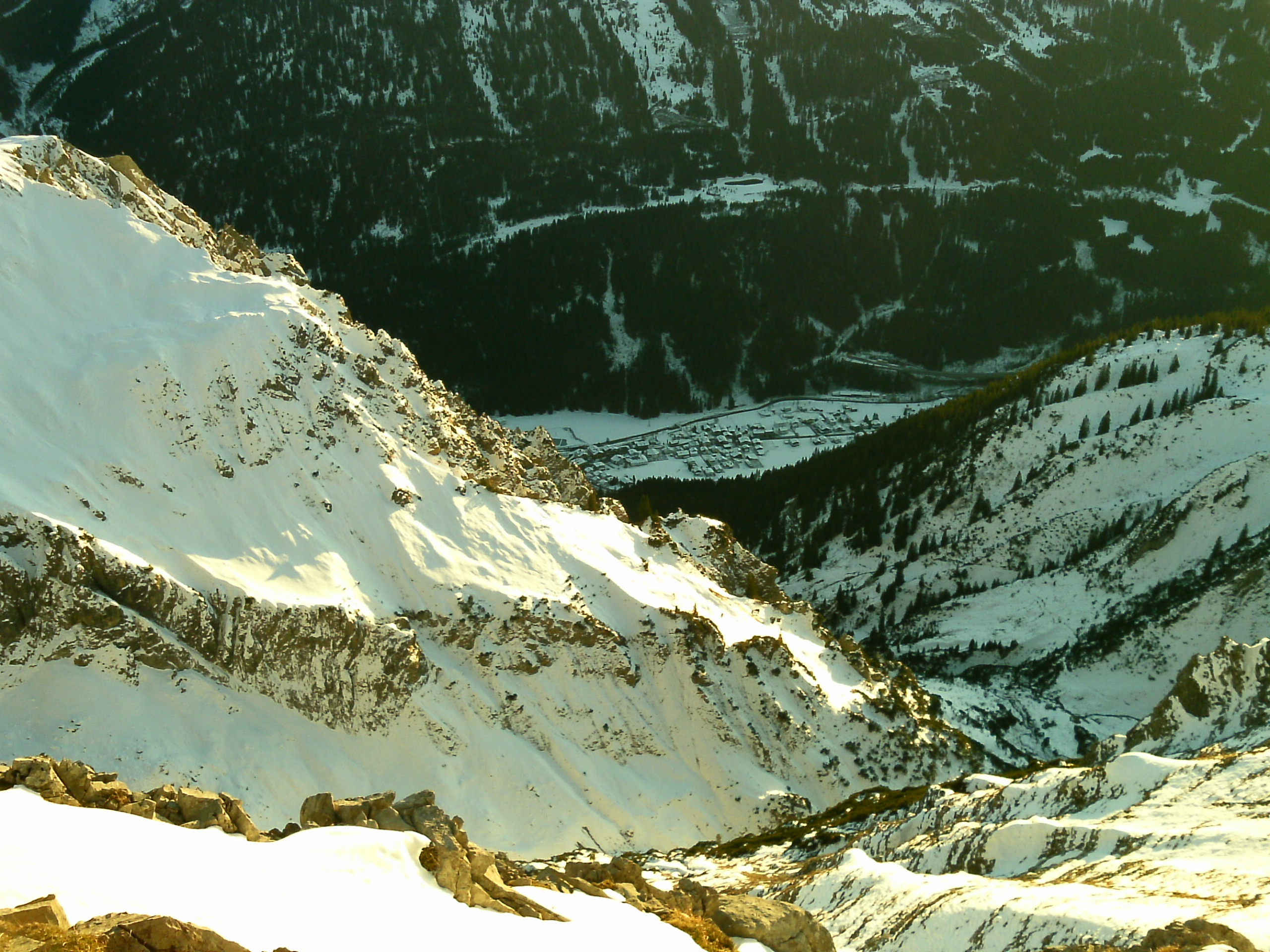
Blick ins Gipstäli, einem Seitenast des rechts im Schatten liegenden Wäldletobels. Tief unten liegt Klösterle.

Am 11. Juli 2010 wurde ein Großteil des Ortskerns infolges eines heftigen Gewitters und eines Murgangs aus dem Wäldletobel überflutet. 30000 m³ angeschwemmtes Geschiebe lagerten sich im Ort und nahe der Mündung des Tobels in die Alfenz ab und behinderten den Abfluss der Wassermassen. Etwa 30 Gebäude wurden beschädigt, mehrere Fahrzeuge zerstört und landwirtschaftliche Flächen in Mitleidenschaft gezogen. Bereits zuvor war der Bach unter anderem 1927 durch abgelagertes Geschiebe angestaut und dem Gefälles des Klostertals folgend in Richtung Ortskern umgelenkt worden. Weitere derartige Bachausbrüche drohten 1969, 1981 und 1990, konnten aber mit massivem Geräteeinsatz abgewendet werden. Auch 2010 wären die Schäden ohne den sofortigen Einsatz von Baggern usw. noch größer gewesen. Als Folge der Ereignisse entstand danach eine Wildbachverbauung im Wäldletobel in etwa 1500 m Höhe.

## Kultur und Sehenswürdigkeiten

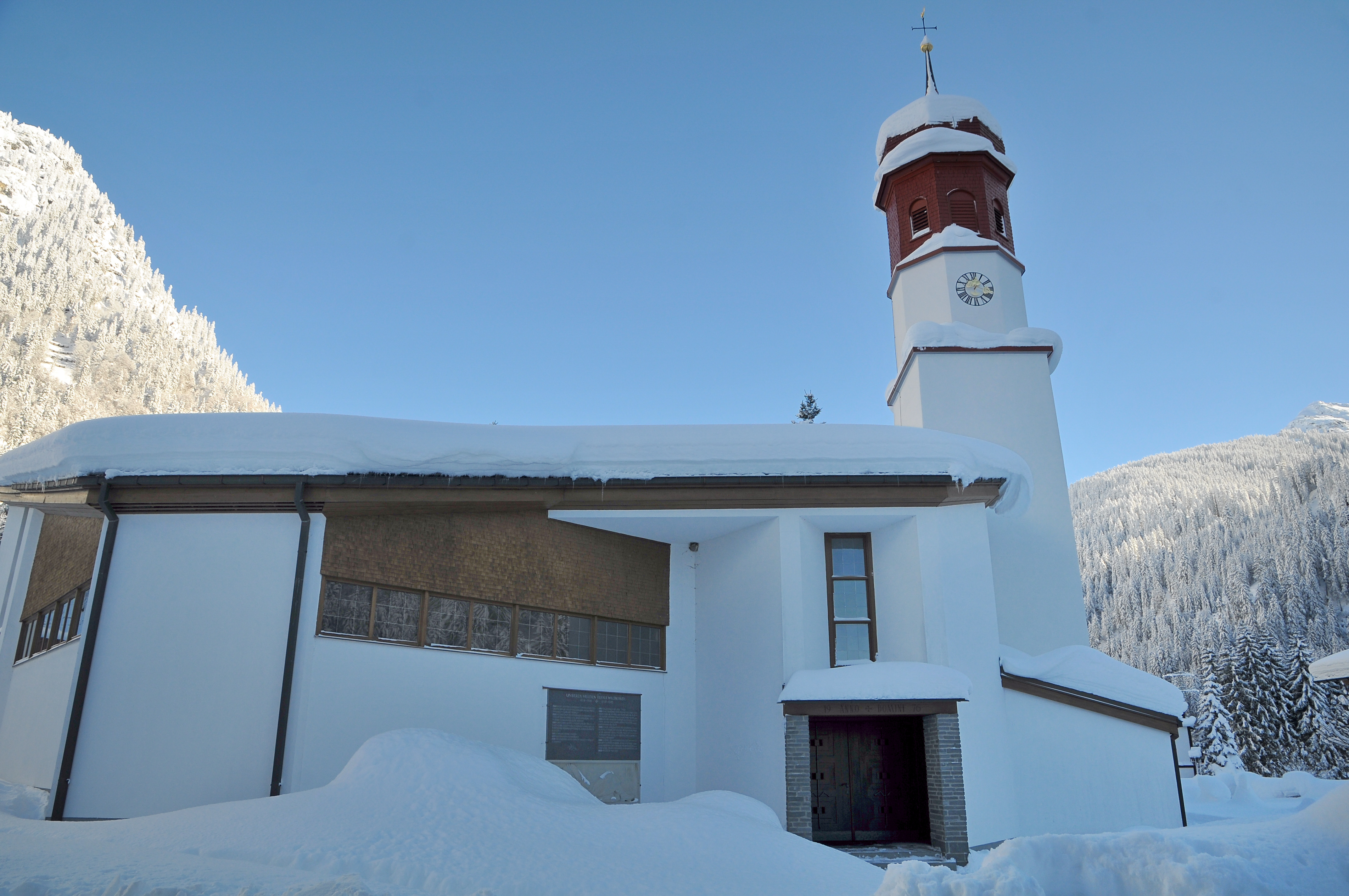
Pfarrkirche Klösterle

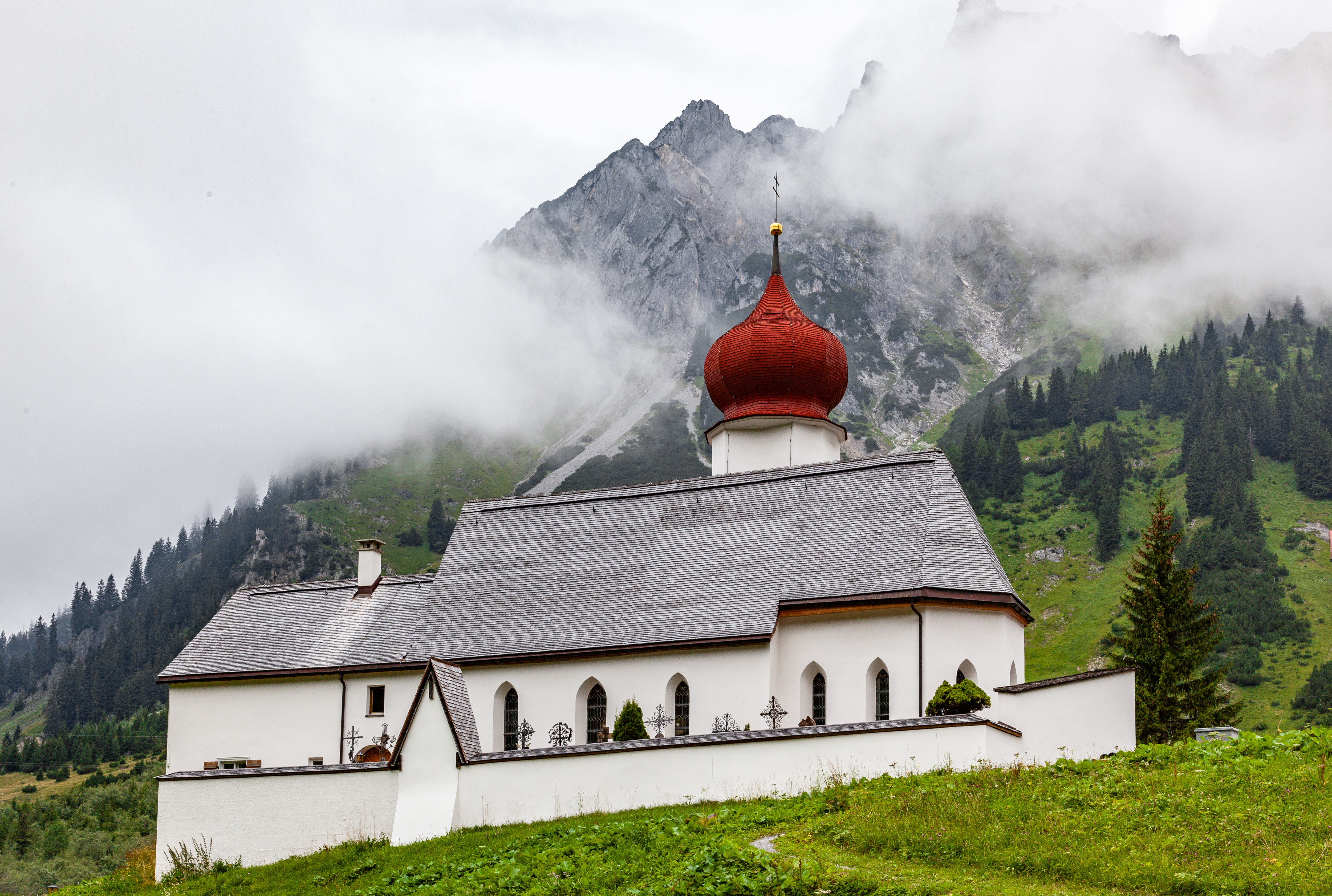
Pfarrkirche Stuben am Arlberg

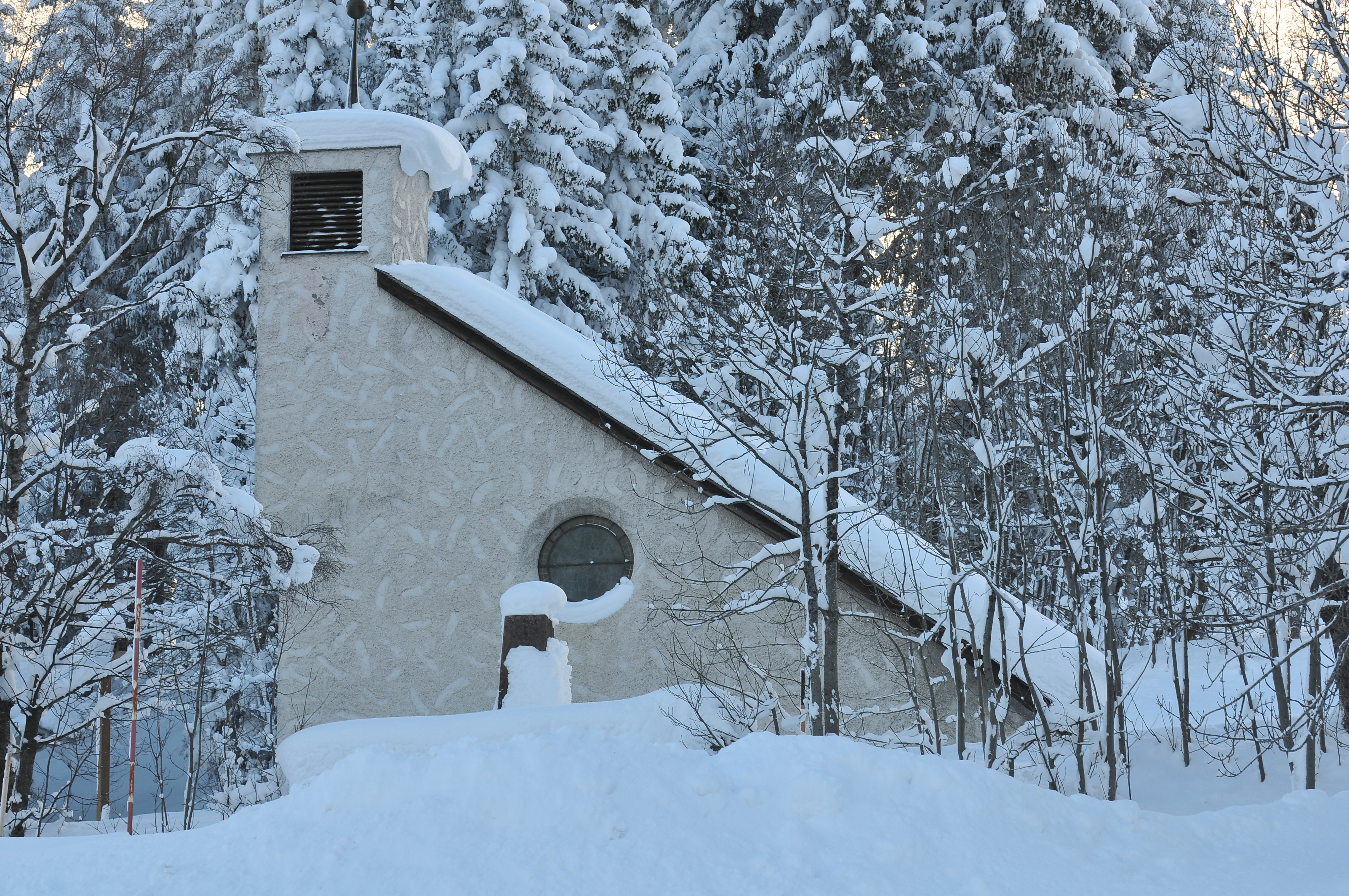
Expositurkirche Langen am Arlberg

- Katholische Pfarrkirche Klösterle hl. Johannes der Täufer: Von 1974 bis 1976 erfolgte mit Architekt Clemens Holzmeister ein Neubau der Kirche. Der Kirchturm der barocken Vorgängerkirche von 1609 blieb erhalten.
- Katholische Pfarrkirche Stuben am Arlberg Unsere Liebe Frau Mariä Geburt: Die Pfarrkirche ist im Westen baulich mit einem Schulgebäude verbunden.
- Katholische Expositurkirche Langen am Arlberg hl. Therese von Lisieux: Die mit Architekt Hans Feßler (1928–1929) erbaute Kirche erhält ihre einmalige Wirkung durch die raffinierte Behandlung des Baukörpers. Die zeichenhafte, sich aus dem Hang aufrichtende Form entsteht durch den diagonalen Zugang. Das Eck ist zum Turm entwickelt, von dem das Dach in einer schwungvollen Bewegung in den Hang verläuft. Auch die niederen Bauteile wie Mauern und Stufen unterstreichen diese Bewegung.

## Wirtschaft und Infrastruktur
Am Ort gab es im Jahr 2003 47 Betriebe der gewerblichen Wirtschaft mit 361 Beschäftigten und 7 Lehrlingen. Lohnsteuerpflichtige Erwerbstätige gab es 365. Tourismus und Fremdenverkehr sind wichtig. Im Tourismusjahr 2001/2002 gab es insgesamt 135.098 Übernachtungen.

### Wirtschaftssektoren
Von den landwirtschaftlichen Betrieben des Jahres 2010 wurden fünf im Haupt-, fünfzehn im Nebenerwerb, zwei von Personengemeinschaften und sechs von juristischen Personen geführt. Diese sechs bewirtschafteten mehr als zwei Drittel der Flächen. Im Produktionssektor waren 65 der 90 Erwerbstätigen im Bereich Energieversorgung beschäftigt. Die wichtigsten Arbeitgeber im Dienstleistungssektor waren die Bereiche Verkehr (78), soziale und öffentliche Dienste (77) und Beherbergung und Gastronomie (55 Mitarbeiter).
| Wirtschaftssektor            | Anzahl Betriebe | Anzahl Betriebe | Erwerbstätige | Erwerbstätige |
| Wirtschaftssektor            | 2011            | 2001            | 2011          | 2001          |
| ---------------------------- | --------------- | --------------- | ------------- | ------------- |
| Land- und Forstwirtschaft 1) | 28              | 29              | 8             | 7             |
| Produktion                   | 8               | 6               | 90            | 66            |
| Dienstleistung               | 77              | 86              | 249           | 357           |

1) Betriebe mit Fläche in den Jahren 2010 und 1999

### Arbeitsmarkt, Pendeln
Im Jahr 2011 lebten 317 Erwerbstätige in Klösterle. Davon arbeiteten 121 in der Gemeinde und 196 pendelten aus. Von den umliegenden Gemeinden kamen 226 Menschen zur Arbeit nach Klösterle.

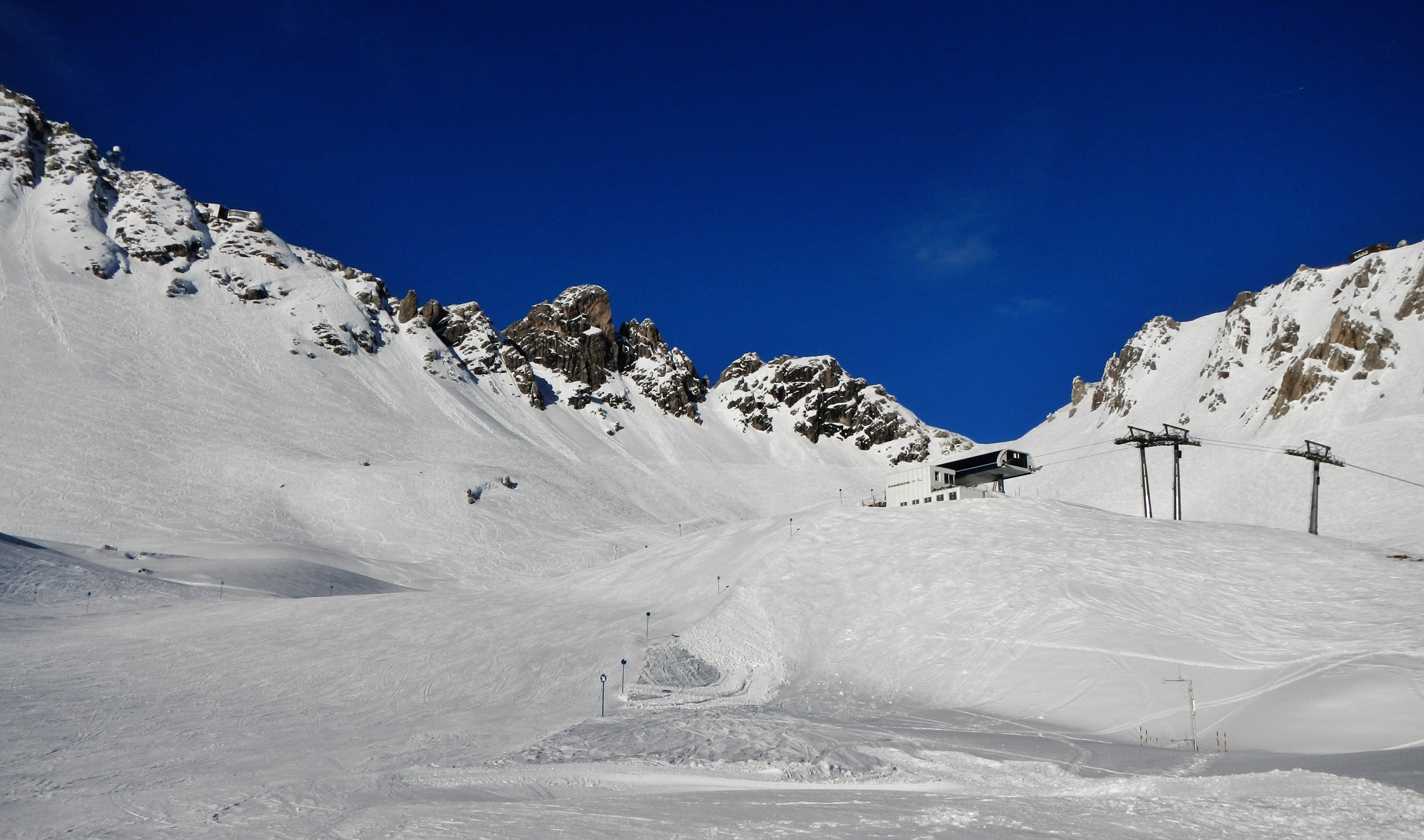
Schipiste mit Arlenmähderbahn.

### Fremdenverkehr
Jährlich zählt Klösterle rund 150.000 Übernachtungen. Der Großteil davon fällt in die Wintersaison von Dezember bis März. Neben den großen Skigebieten am Arlberg gibt es wenige Kilometer talauswärts das ausschließlich mit Naturschnee betriebene Skigebiet Sonnenkopf, dessen Gondelbahn auch in der Sommersaison in Betrieb ist und dann ein Wandergebiet erschließt.
- Klösterle war außerdem bis zur Auflösung der Klostertaler im Jahr 2010 regelmäßiger Austragungsort ihres jährlich im Sommer stattfindenden Open Airs.[11]

### Verkehr
Klösterle verfügt über den Bahnhof Langen am Arlberg an der Arlbergbahn. Dieser ist als letzter Bahnhof auf Vorarlberger Seite vor dem Arlberg-Bahntunnel und als Anschluss an das Tourismusgebiet Arlberg (hier insbesondere Lech) ein Haltepunkt für Fernverkehrszüge und Umsteigepunkt für den regionalen Busverkehr im Klostertal und Arlberggebiet. Bis zum Bau des Blisadonatunnels führte die Bahntrasse oberhalb des Ortes am Hang entlang; die nun für Fußgänger begehbare Wäldletobelbrücke (samt einem asphaltierten, ebenfalls der Öffentlichkeit zugänglichen Teil der aufgelassenen Trasse) kündet davon.  Unmittelbar westlich der Wäldletobelbrücke befand sich etwa 85 Höhenmeter oberhalb des Dorfkerns die ehemalige Haltestelle Klösterle, die 2003 (Eröffnung des Blisadonatunnels) aufgelassen wurde. Ohnehin stellten die ÖBB den regulären Personennahverkehr auf der Arlbergbahn zwischen Bludenz und Landeck 2010 ein; die alleinige Einbindung des Ortes in den ÖPNV übernehmen die Buslinien 90 und 91 des Verkehrsverbundes Vorarlberg.
Die Blisadonatunnels hat einen Abzweig, der als Vorbereitung für einen eventuellen zukünftigen Ausbau der Bahnstrecke dient.

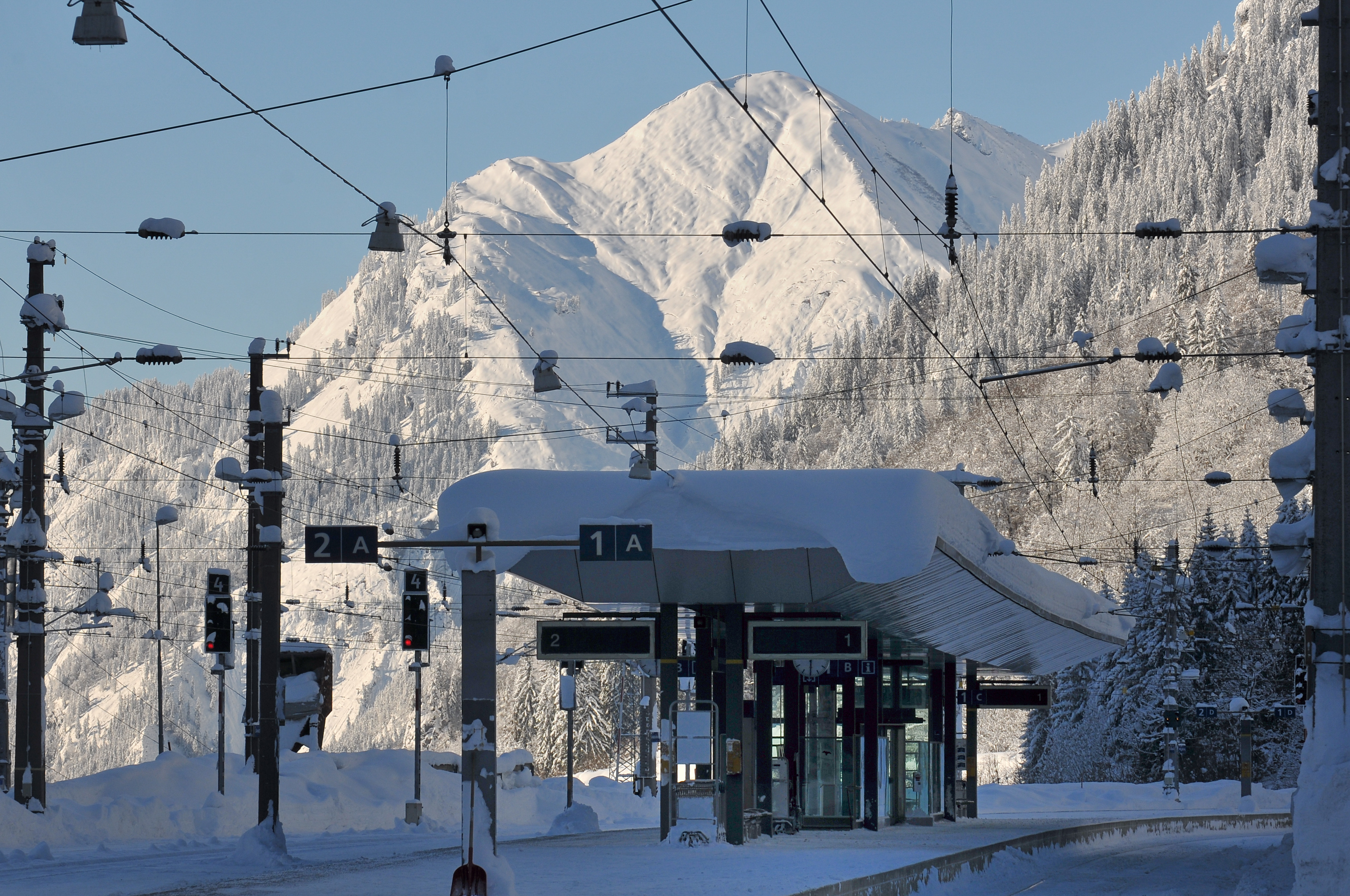
Bahnhof Langen mit der Allhöhe (2032 m) darüber; Blickrichtung WestenThüringen
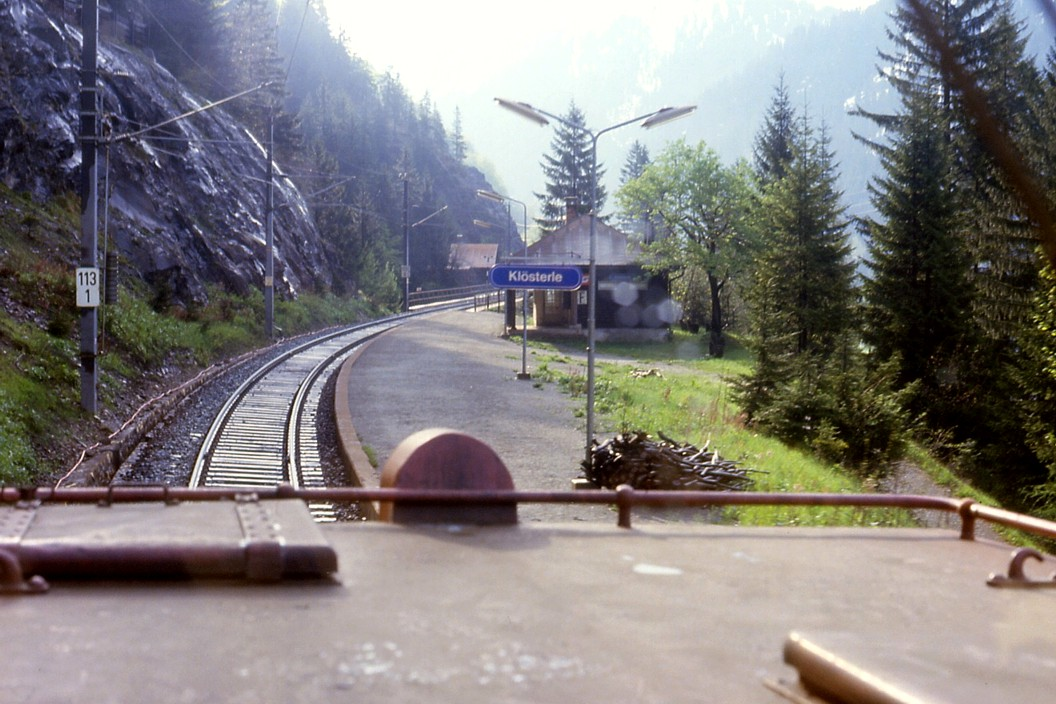
Blick aus einer Lok (Fahrtrichtung Innsbruck) auf den ehemaligen Haltepunkt Klösterle
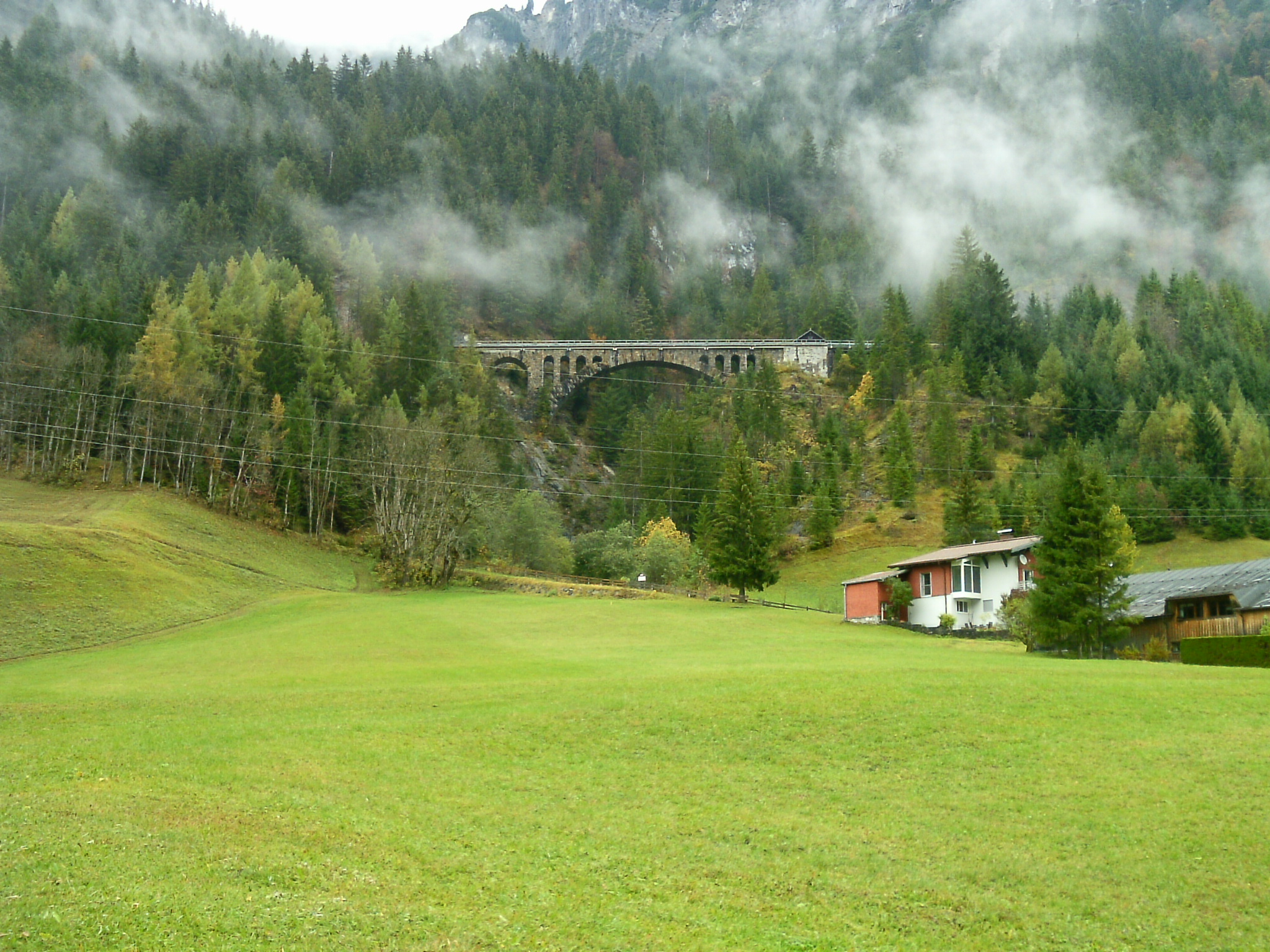
Blick vom Friedhof Klösterle auf die Wäldetobelbrücke. Die Bahn verläuft seit 2003 dahinter im Berg.

### Bildung
Am Ort gibt es (Stand Januar 2003) 35 Schüler. In Klösterle gibt es zudem einen Kindergarten.

## Politik

### Gemeindevertretung
In Vorarlberg wählen die Bürger alle fünf Jahre die Mitglieder der Gemeindevertretung durch Ankreuzen eines Listen-Wahlvorschlages bzw. durch Mehrheitswahl wenn kein Listenvorschlag vorliegt. Weiters den Bürgermeister durch Ankreuzen eines Wahlvorschlages.
Die Gemeindevertretung wählt in der konstituierenden Sitzung aus ihrer Mitte – sofern keine Wahl durch die Bürger zustande kam – gemäß § 61 Gemeindegesetz einen Bürgermeister und dann einen mindestens dreiköpfigen Gemeindevorstand. Die Zahl dieser „Gemeinderäte“ darf aber gemäß § 55 den vierten Teil der Zahl der Gemeindevertreter nicht übersteigen.
Der Bürgermeister führt den Vorsitz bei den generell öffentlichen Sitzungen der Gemeindevertretung, in denen kommunale Belange besprochen und Beschlüsse gefasst werden. Beobachter haben kein Mitspracherecht und kein Stimmrecht. Die Gemeindevertretung kann nach Bedarf Ausschüsse bestellen. Sitzungen des Gemeindevorstandes und der Ausschüsse sind nicht öffentlich.

#### Sitzverteilung nach den Wahlen
- Gemeindevertretungswahlen 1985: ÖVP 10, SPÖ 2.[16]
- Gemeindevertretungswahlen 1990: ÖVP 10, SPÖ 2.[17]
- Gemeindevertretungswahlen 1995: Liste Bgm. Erich Brunner – ÖVP 10, SPÖ 2.[18]
- Mangels wählbarer Listen erfolgten die Gemeindevertretungswahlen 2000, 2005, 2010, 2015, 2020 und 2025 per Mehrheitswahl.[19][20][21][22][23][24]

### Bürgermeister
- 1945–1945 Richard Kolar[25]

- 1945–1973 Karl Brändle[25]
- 1973–1999 Erich Brunner (ÖVP)[25][26]
- 1999–2015 Dietmar Tschohl (ÖVP)[25]
- seit 2015 Florian Morscher[27]

### Wappen
Ein durch einen goldenen Faden von Blau über Schwarz erniedrigt geteilter Schild. Im oberen Teil erscheint wachsend die Gestalt des heiligen Johannes des Täufers, in der rechten Hand einen Kreuzstab mit nach rechts abflatterndem Wimpel haltend und mit der Linken ein Lamm tragend; dies alles in Silber dargestellt. Im unteren Teile ist ein goldenes Posthorn zu sehen. Den Schild umgibt eine ornamentierte bronzefarbige Randeinfassung.

### Gemeindepartnerschaften
- seit 1985 mit der Stadtgemeinde Pulkau in Niederösterreich[28]

## Persönlichkeiten

### Ehrenbürger der Gemeinde
- 2010: Erich Brunner, Altbürgermeister[29]

### Söhne und Töchter der Gemeinde
- Anton Ospel (1677–1756), Architekt und Barockbaumeister

### Personen mit Bezug zur Gemeinde
- Susi Weigel (1914–1990), österreichische Kinderbuchillustratorin und Trickfilmzeichnerin.
- Markus Wolfahrt (* 1960), Musiker